# Delicatessen (película)
Delicatessen es una película de ciencia ficción del humor oscuro post-apocalíptico, codirigida por Jean-Pierre Jeunet y Marc Caro y protagonizada por Dominique Pinon y Karin Viard. Ambientada en un bloque de apartamentos en una Francia de una época imprecisa, la historia se centra en los habitantes del edificio y en sus angustiosos intentos para alimentarse y sobrevivir. Entre estos personajes se encuentra un inquilino recién llegado que acude por el anuncio de trabajo de mantenimiento, en reemplazo del anterior encargado, quien intenta escapar escondido en un cubo de basura al principio de la película. El carnicero, Clapet, es el dueño y líder del edificio en el que trata de mantener el control y el equilibrio.
Obtuvo 16 nominaciones, entre las que destacan la de los Premios BAFTA a mejor película extranjera, y 15 galardones incluyendo 4 Premios César, 1 Premio del Cine Europeo, 4 Premios del Festival de Sitges y 1 del Fantasporto.

## Sinopsis
Delicatessen comienza en un ruinoso edificio en una Francia rural y ambiente post-apocalíptico de 1950. La comida escasea, se emplea como moneda el grano y la población animal ha ido disminuyendo cazada hasta la casi extinción. Al pie del bloque está la carnicería que pertenece al casero, Clapet, quien coloca anuncios en el periódico «Tiempos Duros» para atraer víctimas a las que luego asesina para vender su carne como alimento a los vecinos de la comunidad. 
Tras la «partida» del último habitante, el payaso sin trabajo Louison llega por una vacante de otro edificio, pero Clapet lo contrata para exactamente el mismo trabajo que Louison buscaba. Durante su rutina de mantenimiento, se hace amigo de la hija del casero, la joven y bella violoncelista Julie Clapet, y esta relación se convierte en un amorío. Consciente de los motivos de su padre y la inminente muerte de Louison, Julie desciende a las cloacas para encontrar a los temidos Trogloditas, un grupo de resistencia de franceses vegetarianos, a quienes convence para que rescaten a Louison.

## Reparto
- Dominique Pinon - Louison
- Marie-Laure Dougnac - Julie Clapet
- Jean-Claude Dreyfus - Clapet
- Karin Viard - Mademoiselle Plusse
- Ticky Holgado - Marcel Tapioca
- Boba Janevski - Rascal (joven)
- Mikael Todde - Rascal (joven)
- Edith Ker - Abuela
- Rufus - Robert Kube
- Jacques Mathou - Roger
- Howard Vernon - Hombre rana
- Chick Ortega - Cartero
- Pascal Benezech - Fugitivo
- Silvie Laguna - Aurora
- Jean-François Perrier - Georges
- Dominique Zardi - Taxista
- Patrick Paroux - Puk
- Maurice Lamy - Pank
- Marc Caro  - Fox
- Eric Averlant - Tourneur
- Dominique Bettenfeld - Troglodita
- Jean-Luc Caron - Troglodita
- Bernard Flavien - Troglodita
- David Defever - Troglodita
- Raymond Forestier - Troglodita
- Robert Baud - Troglodita
- Clara - Sr. Livingstone el chimpancé

## Producción
El guion y la película son, en gran medida, una cinta basada en personajes, en la que buena parte del interés se centra en la mentalidad particular de cada vecino y en sus relaciones con los demás.

" (Es) Una comedia fantástica en la que la imagen no está al servicio de la palabra sino al revés. Hemos puesto nuestros fantasmas y las épocas que nos gustan: las músicas y el cine de los años cuarenta. Pero no hay que buscar explicaciones filosóficas ni simbolismos al canibalismo que retrata. Que el espectador imagine lo que quiera"
Jean-Pierre Jeunet (Diario El País, 1991) 

Estrenada en Estados Unidos con la acotación Terry Gilliam presenta, la película homenajea explícitamente a Gilliam, el cineasta de los Monty Python, al igual que la siguiente obra de los mismos directores La ciudad de los niños perdidos (1995).

## Recepción
Delicatessen obtiene valoraciones positivas entre la crítica profesional y entre los usuarios de los portales de información cinematográfica. En IMDb con 85.055 votos obtiene una media ponderada del 7,6 sobre 10. En FilmAffinity, además de estar incluida en los listados "Mejores películas de fantasía" (96.ª posición) y "Mejores películas francesas de todos los tiempos" (140ª posición), tiene una puntuación media de 7,2 sobre 10 con 44.002 votos. En el agregador Rotten Tomatoes tiene la calificación de "fresco" para el 89% de las 65 críticas profesionales y del 91% de las más de 25.000 valoraciones de los usuarios del portal.